# Орседіка
Орседі́ка (дав.-гр. Ὀρσεδίκη) — персонаж давньогрецької міфології, дочка кіпрського царя Кініра і Метарми, дочки Пігмаліона і Галатеї, рідна сестра Мірри, Брезії, Лаогори, зведена сестра Адоніса і Амарака. 
Коли Метарма необачно сказала, що їхня з Кініром дочка Мірра гарніша, ніж богиня Афродіта, то богиня намовила дівчину закохатися у власного батька. Кінір, який не знаючи про це, став її коханцем, але довідавшись, хотів її вбити, через що боги перетворили Мірру на рослину, з якої через 9 місяців народився Адоніс. Але й інші дочки Метарми та Кініра оголосили, що вони гарніші за Афродіту. Богиня покарала їх та зобов'язала, відправляючи культ Астарти на Кіпрі, віддаватися за плату відвідувачам храму. Тому Орседіка продавала своє тіло незнайомцям і, зрештою, закінчила свої жалюгідні дні в Єгипті.
Згідно з іншими джерелами гнів Афродіти сестри накликали на себе тим, що жили разом з чужими чоловіками, у що важко повірити, знаючи, як не дотримувалась подружній вірності сама богиня.  